# Goldhaar-Rindeneule

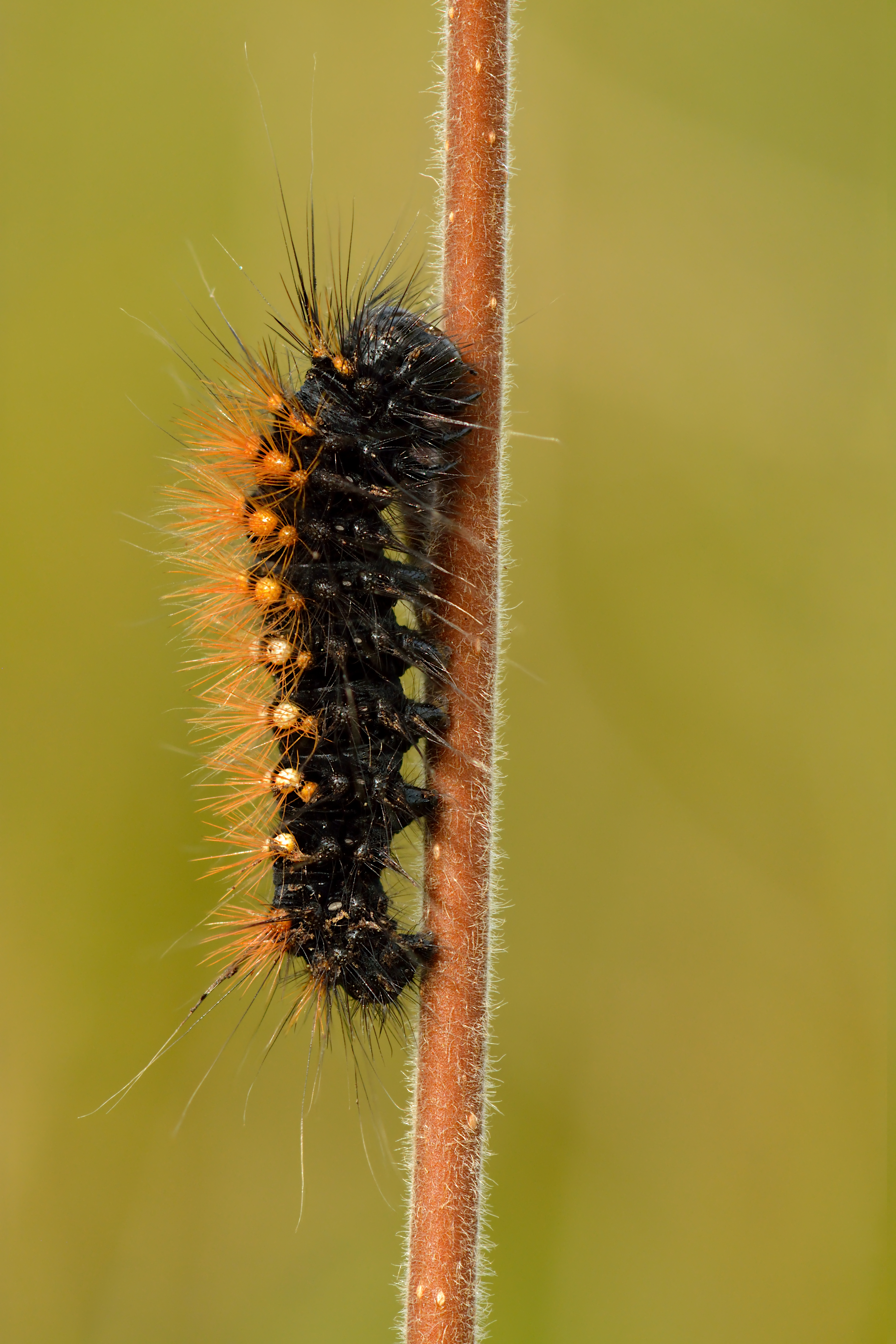
Goldhaar-Rindeneule (Acronicta auricoma), Raupe

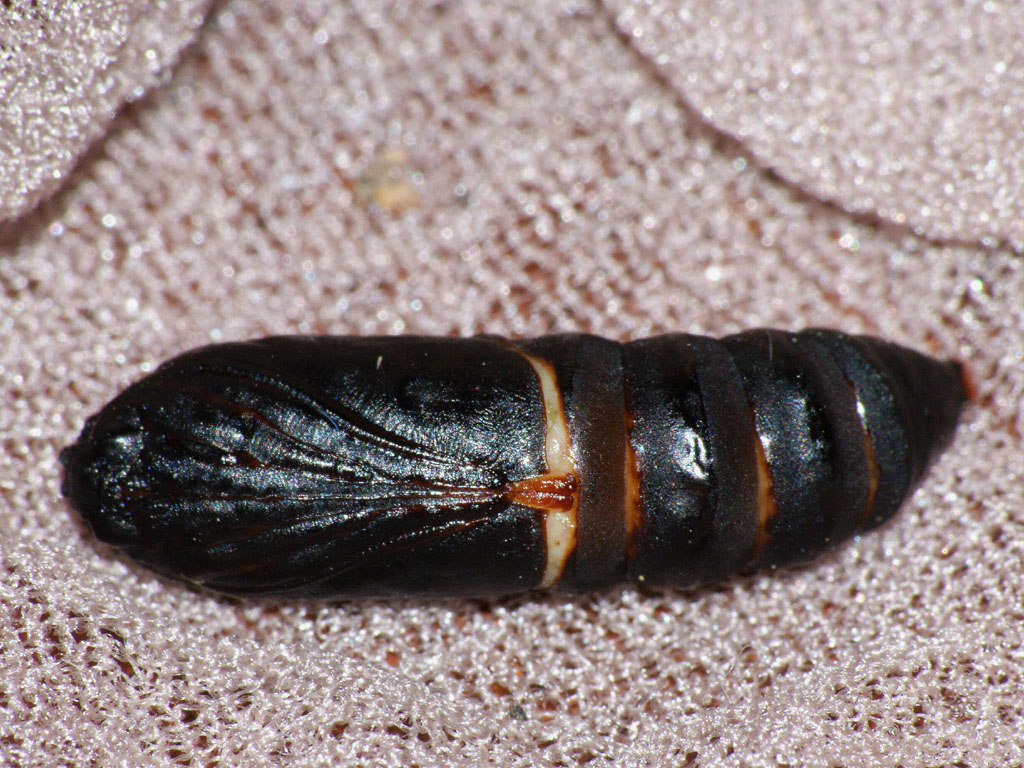
Goldhaar-Rindeneule (Acronicta auricoma), Puppe

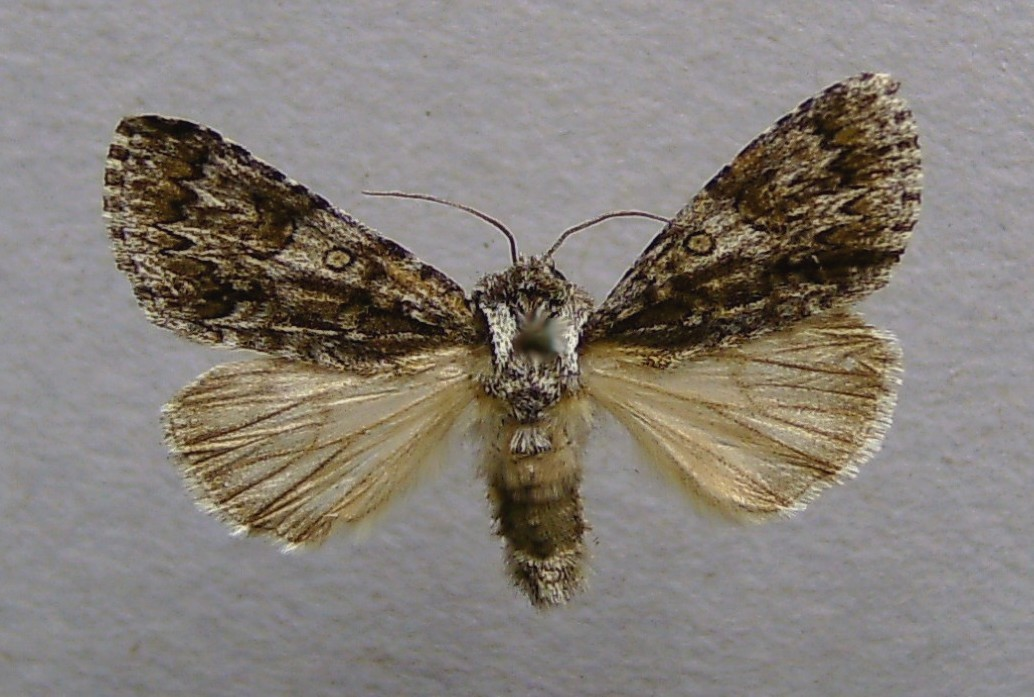
Goldhaar-Rindeneule (Acronicta auricoma), Präparat

Die Goldhaar-Rindeneule (Acronicta auricoma), auch Buschheiden-Rindeneule genannt ist ein Schmetterling (Nachtfalter) aus der Familie der Eulenfalter (Noctuidae).

## Merkmale

### Falter
Die Falter erreichen eine Flügelspannweite von 34 bis 39 Millimetern. Die Vorderflügel variieren in der Grundfarbe von hellgrau bis dunkelgrau. Wurzelstrich und tornaler Strich sind sehr deutlich entwickelt, der Mittelstrich entlang von Ader A1 ist dagegen relativ kurz. Meist sitzt ventral des tornalen Strichs ein weißer Punkt. Die innere und äußere Querlinie ist gezackt und einfach schwarz gezeichnet oder lediglich durch Punkte angedeutet. Die äußere Querlinie ist zwischen dem tornalen Strich und dem Dorsum scharf gewinkelt und springt nach innen stark zurück. Der Mittelschatten ist meist gut entwickelt. Die Saumlinie ist lediglich durch sehr kleine schwarze Punkte angedeutet. Die Ringmakel ist bei den meisten Exemplaren relativ groß, elliptisch und schwarz gerandet und mit einem zentralen schwarzen Punkt. Die Nierenmakel ist ebenfalls schwarz gerandet mit einem größeren schwarzen Punkt in der Mitte. Die Fransen sind hellgrau mit schmalen interneuralen Strichen. Die Unterseite der Vorderflügel ist grau, die Unterseite der Hinterflügel dagegen etwas heller gehalten. Die Unterseiten von Vorder- und Hinterflügeln weisen eine nicht sehr deutlich entwickelte äußere Querlinie auf, der Hinterflügel zusätzlich noch einen Diskalfleck. Kopf und Thorax sind hellgrau bis dunkelgrau gefärbt.

### Ei
Das Ei ist stark abgeflacht und kegelförmig. Die Oberfläche weist kräftige Längsrippen auf. Es ist hellkarminrot gefärbt, mit gelblichen Flecken und einem dunkelkarminroten ringförmigen Streifen.

### Raupe
Die Raupen haben eine schwarze Grundfärbung und zahlreiche in Querreihen auf jedem Segment angeordnete orangefarbene Punktwarzen, aus denen an der Oberseite kürzere, orangefarbene Haare und an den Seiten lange, helle Haare entspringen. Der Kopf ist glänzend schwarz.

### Puppe
Die schwarzbraun gefärbte Puppe besitzt einen stumpfen Kremaster, der mit kurzen, geraden dornartigen Borsten besetzt ist.

## Geographische Verbreitung und Lebensraum
Die Goldhaar-Rindeneule ist in Europa weit verbreitet. Auf der Iberischen Halbinsel fehlt sie lediglich im äußersten Süden. Auf der Apenninhalbinsel ist ihr Vorkommen im Wesentlichen auf den Apennin bis auf die Höhe von Kalabrien begrenzt. Auf der Balkanhalbinsel reicht die Verbreitung bis in den äußersten Norden Griechenlands mit kleineren isolierten Vorkommen auch in Zentralgriechenland. Sie fehlt auf den meisten Mittelmeerinseln mit Ausnahme der Balearen. Im Norden Skandinaviens kommt die Goldhaar-Rindeneule sogar bis nördlich des Polarkreises vor. Das frühere Vorkommen in Südengland ist seit 1912 erloschen. Allerdings wurden seither immer wieder, vermutlich eingewanderte Falter dort gefunden. Unklar ist, ob ein früheres Vorkommen in Südirland noch existiert. Im Osten erstreckt sich das Verbreitungsgebiet über Russland, Sibirien bis in den Russischen Fernen Osten, im Süden über Kleinasien, Zypern, das Kaukasusgebiet, Nordiran, Nordirak und Afghanistan bis Zentralasien.
Die Tiere leben an Waldrändern, in lichten Wäldern und in Gebüschen, in Moor- und Heide-Gebieten, Waldsteppen und auch in Parks; naturnahe Gärten und aufgegebenes Kulturland. Im Gebirge steigt sie bis auf 2000 m über NN an.

## Lebensweise
Die Goldhaar-Rindeneule bildet im Norden ihres Verbreitungsgebietes eine Generation, im Süden zwei Generationen pro Jahr. In Baden-Württemberg werden in fast allen Regionen zwei Generationen gebildet, lediglich in den Hochlagen des Schwarzwaldes ist die zweite Generation deutlich schwächer ausgebildet und könnte damit auf eine unvollständige zweite Generation hindeuten. Die Falter der ersten Generation fliegen regional etwas unterschiedlich von Mitte April bis Anfang Juni, die der zweiten Generation von Mitte Juli bis September. Der Flugbeginn der Falter kann sich in höheren Lagen bis Mitte Mai verzögern. Die Falter sind nachtaktiv und besuchen Blüten (beobachtet an Chrysanthemum vulgare), aber auch den Köder. Sie kommen auch an künstliche Lichtquellen.
Raupen werden dann ab Juni gefunden; je nach Region haben sich die Raupen bis Oktober oder spätestens November verpuppt und gehen in Winterruhe.
Die Raupen ernähren sich polyphag von den Blättern zahlreicher Laubbäume und Sträucher, hauptsächlich von Weiden (Salix) und Birken (Betula), aber auch von Pappeln (Populus), Hainbuchen (Carpinus), Erlen (Alnus), Buchen (Fagus), Weißdornen (Crataegus), Rosen (Rosa) und Prunus. Ebert et al. (1997) führen zusätzlich noch ca. 20 Arten von krautigen Pflanzenarten auf; davon sind nur die Gattungen genannt: Vogelknöteriche (Polygonum), Ampfer (Rumex), Rubus, Mädesüß (Filipendula), Esparsetten (Onobrychis), Wicken (Vicia), Wolfsmilch (Euphorbia), Heidelbeere (Vaccinium), Besenheide (Calluna), Gilbweiderich (Lysimachia), Liguster (Ligustrum), Salbei (Salvia), Oregano (Origanum), Thymiane (Thymus), Minzen (Mentha), Flockenblumen (Centaurea), Witwenblumen (Knautia), Greiskräuter (Senecio), Kratzdisteln (Cirsium) und ?Pestwurzen (Petasites).
Die Verpuppung findet in einem hellbraunen Gespinst statt, die Puppe überwintert.

## Gefährdung
Die Goldhaar-Rindeneule wird in Deutschland derzeit als nicht gefährdet eingestuft. Allerdings scheint die Art in vielen Gebieten seltener zu werden.

## Systematik
Acronicta auricoma wird von Fibiger et al. (2009) der Untergattung Viminia Chapman, 1890 zugeordnet, zusammen mit Acronicta menyanthidis (Esper, 1789), Acronicta orientalis Mann, 1862, Acronicta rumicis (Linné, 1758), Acronicta euphorbiae (Denis & Schiffermüller, 1775) und Acronicta cinerea (Hufnagel, 1766). Unterarten werden nicht unterschieden. Es existieren zahlreiche Synonyme.